# 크라이 투마로우
《크라이 투마로우》(I'll Cry Tomorrow)는 미국에서 제작된 다니엘 만 감독의 1955년 드라마 영화이다. 수잔 헤이워드 등이 주연으로 출연하였고 로렌스 웨인가튼 등이 제작에 참여하였다.
이 영화를 통해 헬렌 로즈는 아카데미 의상상을 수상하였다. 1956년 칸 영화제에 출품되었다.

## 출연

### 주연
- 수잔 헤이워드
- 리처드 콘트

### 조연
- 에디 알버트
- 조 반 플리트
- 돈 테일러
- 레이 던튼
- 잭 데일리

## 기타
- 원작자: 릴리언 로스
- 원작자: 마이크 코놀리
- 원작자: 제롤드 프랭크
- 미술: 말콤 브라운
- 미술: 세드릭 기븐스
- 의상: 헬렌 로즈